# Inertynit
Inertynit – grupa macerałów węgla kamiennego i brunatnego, pochodząca od tkanek roślinnych. Grupa inertynitu obejmuje: makrynit, mikrynit (tylko wśród węgli kamiennych), sklerotynit, semifuzynit, fuzynit i inertodetrynit.